# Roni Milo
Roni Milo (hebrejsky: רוני מילוא‎, rodným jménem Ron Milikovsky; * 26. listopadu 1949) je izraelský politik, právník a novinář. Více než dvacet let byl poslancem Knesetu za stranu Likud a během své politické kariéry zastával řadu ministerských funkcí v izraelské vládě; jmenovitě například ministra policie či ministra zdravotnictví. V letech 1993 až 1998 byl starostou Tel Avivu.

## Politická kariéra
Politickou kariéru zahájil již jako student, tehdy jako předseda svazu izraelských studentů. Po absolvování Telavivské univerzity, kde studoval právo, vstoupil do politiky a stal se předsedou informačního oddělení frakce Cherutu v rámci strany Likud. Poslancem byl poprvé zvolen ve volbách v roce 1977 za stranu Likud. V roce 1988 se stal vůbec prvním izraelským ministrem životního prostředí (ve vládě Jicchaka Šamira). V roce 1990 byl jmenován ministrem práce a sociálních věcí a následující rok kvůli změnám ve vládě jmenován ministrem policie. Stal se rovněž předsedou Světového Likudu a šéfredaktorem týdeník Joman ha-Šavua (doslova „Deník týdne“).
V roce 1993 byl zvolen starostou města Tel Aviv-Jaffa. Dne 30. prosince téhož roku rezignoval na svůj poslanecký mandát, aby se mohl plně věnovat svým povinnostem starosty. Po skončení funkčního období starosty kandidoval ve volbách v roce 1999 za nově založenou Stranu středu a v roce 2000 byl jmenován ministrem zdravotnictví ve vládě Ehuda Baraka. Poté, co Ariel Šaron zvítězil v roce 2001 ve volbách premiéra, byl Milo jmenován ministrem pro regionální spolupráci v nové vládě. Poté opustil Stranu středu a společně s Jechi'elem Lasrim založil stranu Lev, která se však již několik minut po svém vzniku sloučila s Likudem. O svůj poslanecký mandát přišel ve volbách v roce 2003.